# Edwin Harris Colbert
Edwin Harris Colbert   (Iowa, 28 de setembre de 1905 - Flagstaff, 15 de novembre de 2001) fou un distingit paleontòleg dels vertebrats estatunidenc, i un investigador i autor prolífic. Va rebre la seva Llicenciatura d'Arts de la Universitat de Nebraska i els seus màsters i PhD de la Universitat de Colúmbia.
Entre els càrrecs que tingué es pot comptar els de Curador de Paleontologia dels Vertebrats de l'American Museum of Natural History i el de Professor Emèrit de Paleontologia dels Vertebrats a la Universitat de Colúmbia. Era amic de Henry Fairfield Osborn, i una gran autoritat en els Dinosauria. Va descriure dotzenes de tàxons nous i va ser l'autor de grans revisions sistemàtiques, incloent-hi el descobriment i la descripció del petit dinosaure del Triàsic Coelophysis a Ghost Ranch, Nou Mèxic, i una revisió de la filogènia dels ceratòpsids. També descobrí el que més tard s'anomenaria i es classificaria com a Effigia okeeffeae.
El seu treball de camp a l'Antàrtida va contribuir a l'acceptació de la teoria de la deriva continental, mentre que la seva popularitat i els seus llibres de text sobre dinosaures, paleontologia i estratigrafia van servir d'introducció a la matèria per a una nova generació de científics i aficionats. Va rebre nombrosos premis i guardons per les seves fites en el camp de la ciència.